# Transmissió elèctrica Miesbach–Múnic

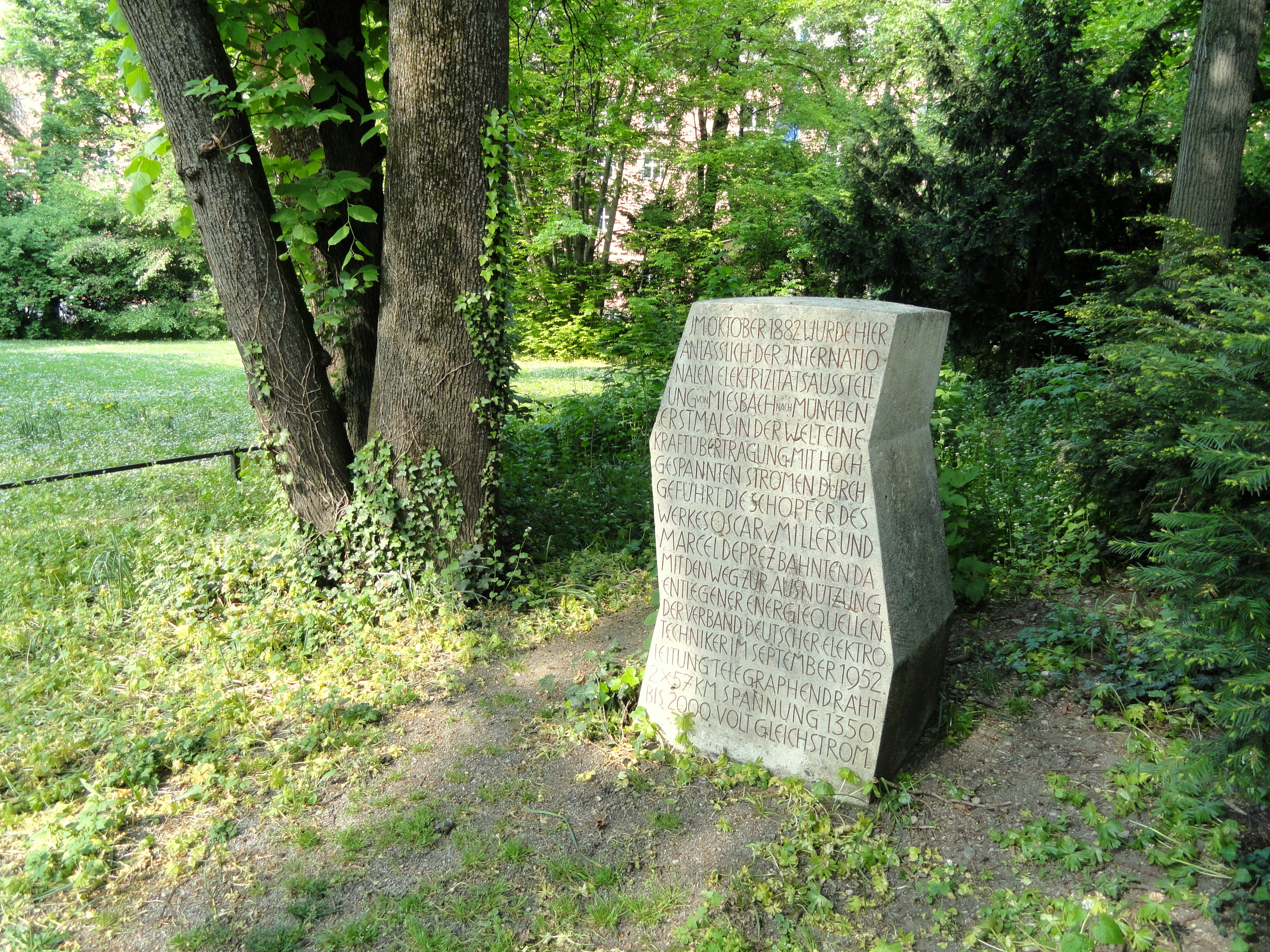
Monument commemoratiu de la transmissió elèctrica entre Miesbach i Múnic, al Jardí Botànic de Múnic

La transmissió elèctrica Miesbach-Múnic de 1882 fou la primera transmissió a llarga distància (57 quilòmetres) de corrent continu a alta tensió. La prova va ser un èxit i l'experiment va demostrar l'avantatge de la transmissió en alta tensió, permetent ampliar el radi d'influència de les naixents centrals elèctriques i possibilitant les economies d'escala en la producció d'electricitat. Si bé l'assoliment d'una eficiència en el transport de només el 25% també demostrà els límits d'un sistema de corrent continu, i va dur a buscar tecnologies millors, portant al desenvolupament de la transmissió usant corrent altern.

## Antecedents

### L'evolució tecnològica

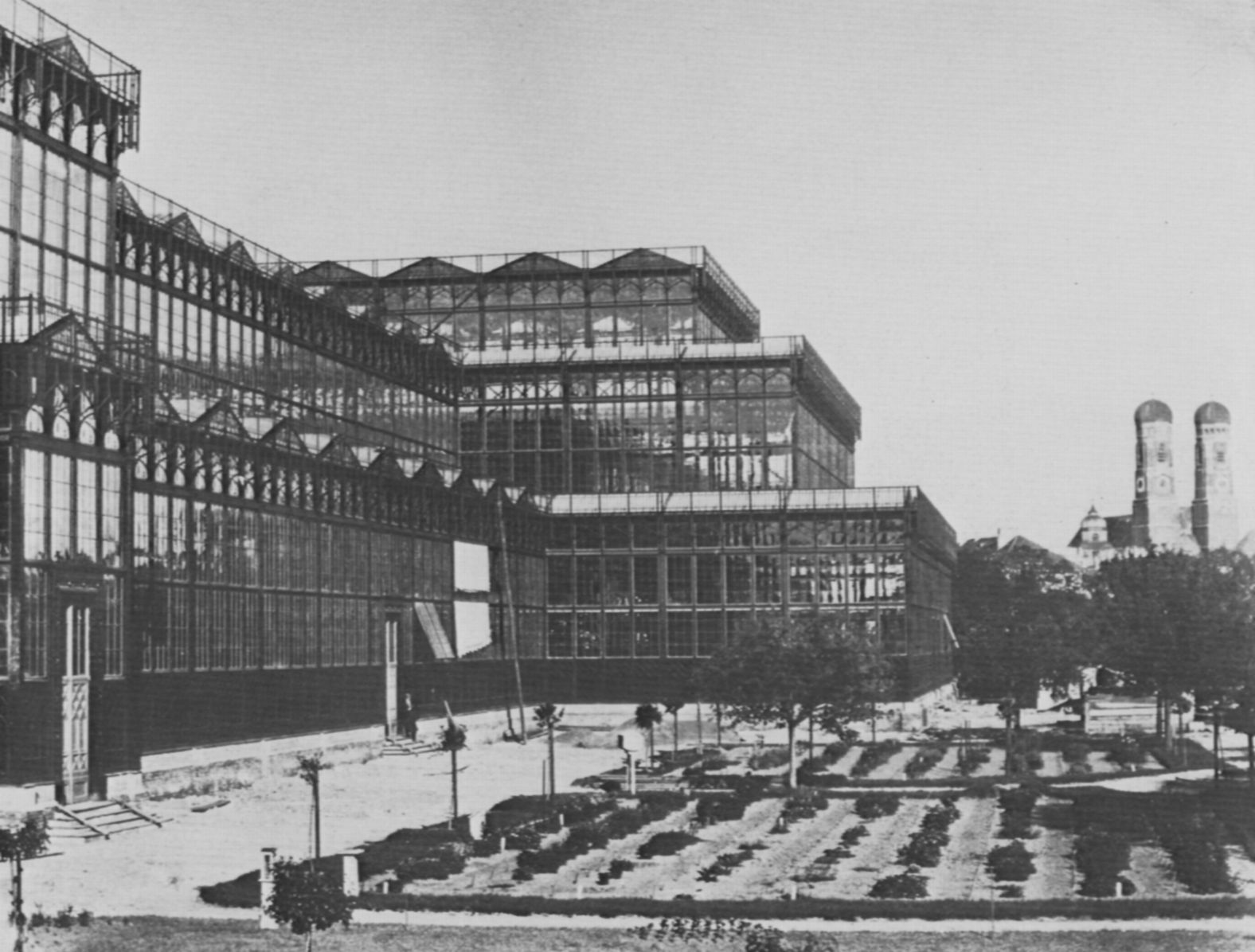
Palau de Vidre de Múnic, seu de l'Exposició

A la dècada del 1880 se sabia que el transport d'energia elèctrica a llarga distància només era possible mitjançant la transmissió en alta tensió. Les pèrdues en una línia de transport són inversament proporcionals al quadrat de la seva tensió. Si per una determinada línia la tensió augmenta deu vegades, la pèrdua de la línia amb la nova tensió és només una centèsima part de la pèrdua amb la tensió anterior.
Si bé fins a la dècada de 1870 la tecnologia de generació elèctrica havia estat dominada pels magneto-generadors amb inductors constituïts per imants permanents, l'aparició de la màquina de Gramme i de les dinamos Siemens amb inductors amb electroimants permeteren multiplicar la potència dels generadors per deu. Una màquina magneto-elèctrica, amb imants permanents com el generador Malderen-Nollet, pesava 3 tones i produïa una potència de 2-3 kilowatts, mentre que una màquina de Gramme podia produir entre 20 i 30 kilowatts.

### L'oportunitat de l'Exposició
El 1881 es va celebrar a Paris la primera Exposició Internacional d'Electrotècnia, i el francès Marcel Deprez va presentar màquines de cosir, torns, un trepant i una impremta activats a distància des d'un generador. Siemens mostrà un ascensor dintre de l'edifici i un tramvia circulant pels Camps Elisis.
El 16 de setembre de 1882 s'inaugurà la segona Exposició Internacional d'Electrotècnia a Múnic. L'organitzador Oskar von Miller, impressionat pel que havia vist a l'exposició de París, va sol·licitat a Marcel Deprez una demostració de la transmissió de l'electricitat a llarga distància. Oskar von Miller tenia la visió d'aprofitar el potencial hidroelèctric dels Alps Bàvars, regió de la qual ell era originari.

## La prova
En el poble de Miesbach, al peu dels Alps Bàvars, una màquina de vapor d'una mina de carbó activava una màquina de Gramme que subministrava corrent continu que era transmès per una línia telegràfica fins a un motor situat al Palau de Vidre de Múnic, seu de l'Exposició, el qual movia aigua en un circuit tancat i creava un salt d'aigua artificial de 2,5 metres d'alçada.
El voltatge emprat era de 1400 Volts. La potència de sortida era de 1,5 H i l'arribada de 0,4 HP. El fil conductor del telègraf, però, no tenia la mida de portar un corrent de mig ampere i va fallar al cap d'uns dies.
En el centenari de la prova, el 1982 es va construir una font commemorativa.